# Maria Lübbes
Maria Lübbes, auch Marie Caroline Lübbes (* 14. Juni 1847 in Altona bei Hamburg; † 6. Februar 1939 in München), war eine deutsche Porträt-, Genre- und Stilllebenmalerin  der Düsseldorfer Schule.

## Leben

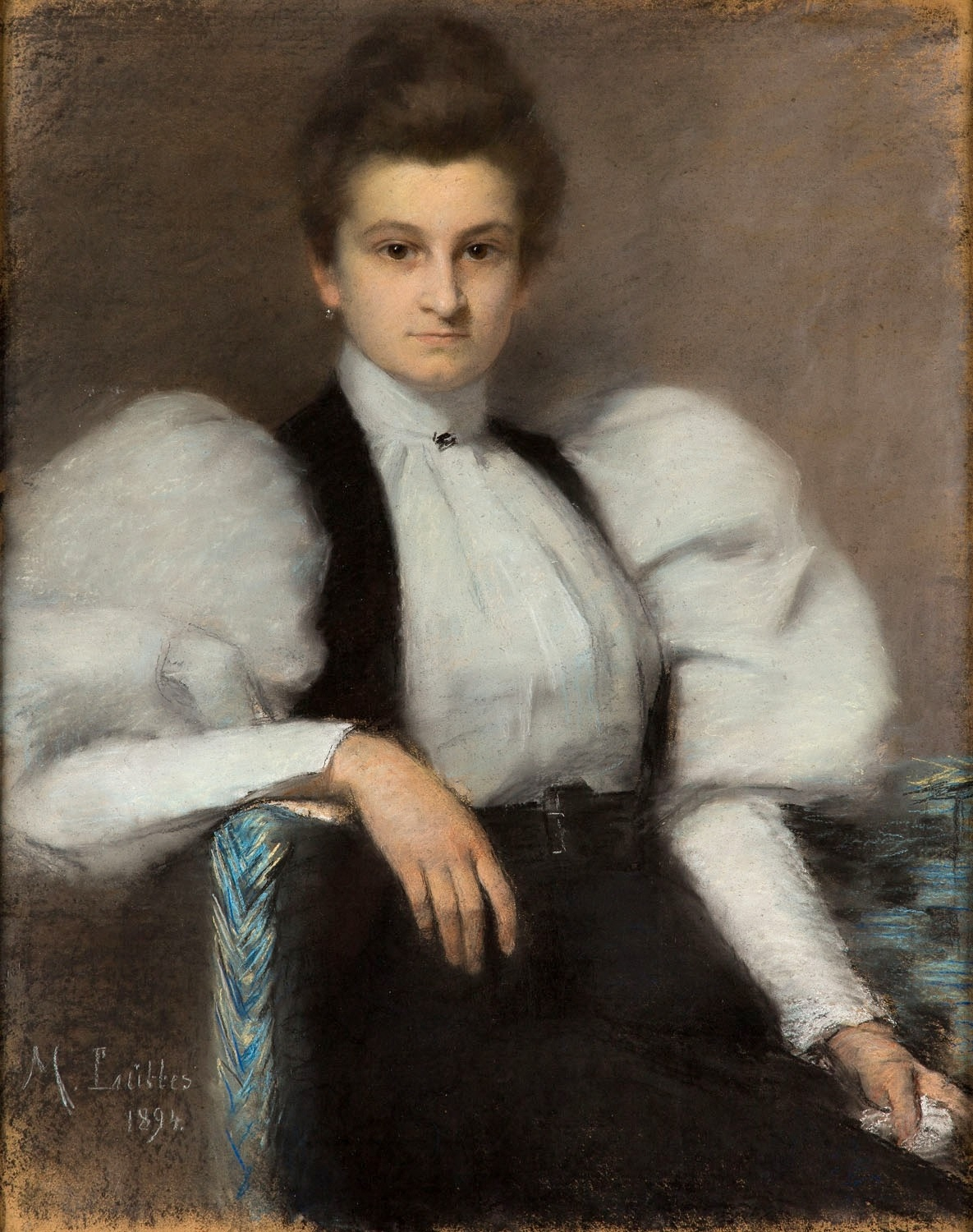
Bildnis der Künstlerin Izabela „Izy“ Boznańskiej, 1894

Lübbes studierte als Privatschülerin in Düsseldorf bei Wilhelm Sohn sowie in München bei Ludwig von Herterich und Wilhelm Dürr dem Jüngeren. Künstlerisch trat sie durch Kinder- und Frauenbildnisse hervor. Sie lebte in München, wo sie 1892 den Maler Georg Jauss unterstützte. 1893 gehörte sie zu deutschen Malerinnen, die auf der World’s Columbian Exposition in Chicago vertreten waren. Von 1901 bis 1916 war sie Mitglied im Verein der Berliner Künstlerinnen und nahm 1901 und 1904 an dessen Ausstellungen teil. In den Jahren 1896, 1899, 1900, 1906 und 1907 stellte sie auf der Großen Berliner Kunstausstellung aus und in den Jahren 1898–1904, 1907, 1909, 1914, 1916, 1918, 1921 und 1923 im Glaspalast in München. 1907 war sie auf der Deutschen Nationalen Kunstausstellung in Düsseldorf vertreten. Zudem stellte sie 1896 auf der Schleswig-Holsteinischen Landesausstellung aus sowie 1901, 1909, und 1913 auf den Ausstellungen der Schleswig-Holsteinischen Kunstgenossenschaft. 1900 erhielt sie auf einer Londoner Ausstellung für ein Porträt der Schwester der Malerin Olga Boznańska eine silberne Medaille. In den Sommermonaten 1910, 1911 und 1912 malte sie in Dachau. Werke von Maria Lübbes befinden sich unter anderem in den Sammlungen des Altonaer Museums (Teetrinkende Bäuerin, Bildniss Wilhelm Knauer, Porträt Dr. Carl Semper) und der Kunsthalle zu Kiel (Pastell).